# Jules Rossignon
Pour les articles homonymes, voir Rossignon.
Jules Rossignon, aussi connu comme Julio Rossignon, né vers 1821 en France et mort le 18 octobre 1883 à Guatemala, est un professeur de français et de sciences naturelles, écrivain, scientifique, agronome, mais aussi commerçant international et producteur de café près de Cobán, l'actuelle capitale du département d'Alta Verapaz, au Guatemala.

## Biographie
Né vers 1821, Jules Rossignon sert en tant que professeur à l'Université de Paris puis devient directeur scientifique pour la Compagnie belge de colonisation, implantée en 1843 à Santo Tomás de Castilla (département de Vera-Paz), sur la côte Atlantique du Guatemala.
Arrivé au Guatemala en 1843, il reste dans le pays mais change de lieu[C'est-à-dire ?], estimant dans l'un de ses livres que la Compagnie belge de colonisation a commis trois erreurs importantes :
- elle « parlait dans ses prospectus de récolter à Santo-Tomas de Guatemala les produits les plus variés qui ne se trouvent que bien loin dans l'intérieur du pays, sur des plateaux élevés et dans des conditions atmosphériques toutes différentes. »[3]
- « le but de la colonie » —  « ouvrir un chemin", « mettre le port en communication avec l'intérieur » » a été « manqué » car « on a voulu faire travailler des Européens aux défrichements sous un ciel brûlant et sur un sol humide. Les maladies ont décimé ces hommes, qui ne peuvent supporter un climat aussi rigoureux. » —[3].
- elle a procédé à « des expéditions trop rapprochées des colons qui n'avaient pas le temps de s'installer, qu'on entassait les uns sur les autres dans de mauvaises huttes. »[3]

Le 5 décembre 1851, il prononce le discours inaugural à l'Université de San Salvador, puis publie plusieurs manuels agricoles dans les années 1850.
Il publie en 1861 un rapport encourageant sur la culture du café dans le département d'Alta Verapaz, puis représente le café guatémaltèque à l'Exposition universelle de 1867 à Paris. Jules Rossignon produit le café sur sa ferme de Las Victorias (maintenant l'un des plus fréquentés des parcs nationaux du Guatemala, fondé en 1980, à deux pas du centre-ville de Cobán, l'actuelle capitale du département, dont les espaces forestiers couvrent 82 hectares). Il considère le café du département d'Alta Verapaz comme l'un des meilleurs de toute l'Amérique centrale.
Par arrêté du ministre mexicain de l'instruction publique, du 10 août 1866, Jules Rossignon est nommé correspondant de la Commission scientifique du Mexique, à Guatemala. Il est aussi nommé directeur général des poudres et salpêtres de la République de Guatemala.
Jules Rossignon meurt à l'âge de 62 ans, en 1883, dans la ville de Guatemala où il résidait avec son épouse Carmen Oyarzabal.

## Postérité
Une espèce de tortue, Chelydra rossignonii, est nommée en son honneur.

## Œuvres choisies
- Proyecto de alumbrado de gaz par la ciudad de Guatemala, presentado al Sr Corregidor e individuos de la municipalidad (1846)
- Universidad de San Salvador : discurso pronunciado el 5 de décembre 1851 par la apertura de las clases (1851)
- Manuel de lechería y fabricación de fromage : precedido de algunos apuntes sobre la elección de las vacas lecheras (1858)
- Manuel de barnices y preparación de charoles según los procederes mas recientes (1858)
- Manuel del cohetero y polvorista, mer Compendio de pirotecnia (1859)
- Manuel del Jardinero y Arbolista (1859)
- Manuel de aceites y jabones :- mer hidrodestilación extraction de los aceites y grasas, y fabricación de los jabones con de base de soude y potasa' (1859)
- Manuel del cultivo del añil y del nopal - mer Extracion del indigo, educacion y cosecha de la cochinilla, extraccion de los principios colorantes de varias plantes tinctoriales (1859)
- Manuel del cultivo del café, cacao, vanille y tabaco en la America española y de todas sus aplicaciones (1859)
- Porvenir de la Verapaz en la República de Guatemala memoria dedicada al Consulado de Comercio de Guatemala (1861)
- Memoria dedicada al Consulado de Comercio de Guatemala (1861)
- Manuel ne Jardineiro e ne arboricultor, ou Arte de compòr, dirigir e adornar toda a qualidade de jardins. De cultivar... comme flores, comme hortalices... former latadas, aclimar comme plantas exoticas na Amérique méridionale (1866)
- De la caña de azúcar, del laboreo del azucar (1867)
- La Sociedad Económica de Amigos de Guatemala (1875)
- República de Guatemala fr Centro America. Catalogo analitico y razonado de los objetos presentados por la república de Guatemala à la exposicion universelle de Paris (1878), redactado por Julio Rossignon (1878)